# سديروت
سديروت أو اسديروت (بالعبرية: שְׂדֵרוֹת)، هي مدينة في النقب الغربي ومدينة تنمية سابقة في المنطقة الجنوبية من إسرائيل، حيث تقع شمال قطاع غزة، في عام 2022، بلغ عدد سكانها 33002 نسمة. وقد تعرضت للكثير من الصواريخ الفلسطينية خلال الصراع الفلسطيني الإسرائيلي.
بُنيت سديروت على أراضي بلدة «النجد» الفلسطينية المُهجّرة.
في المستوطنة أهم مواقع مصانع نستله في إسرائيل.
كما توجد في المستوطنة أحد أنظمة الليزر عالي الطاقة التي تعمل على إسقاط صواريخ قسام الموجّهة إليها، وهي من صناعة شركة إسرائيلية تنتج رادار للإنذار. ويصيب النظام في نحو 80% من القذائف. وبين انطلاق صفارات الإنذار ووصول الصاروخ الفلسطيني لا تبقى سوى نحو 15 ثانية لكي يختبئ المرء في أحد المخابئ.

## أعلام
- كوبي أوز
- هاغيت ياسو